# سکوی ابری گوگل
سکوی ابری گوگل (به انگلیسی: Cloud Platform Google) یک خدمت محاسبات ابری است؛ که توسط گوگل برای میزبانی در همان زیرساختی که گوگل برای استفاده داخلی محصولات کاربر نهایی، مانند جستجوی گوگل و یوتیوب ارائه می‌شود. سکوی ابری توسعه‌دهندگان محصولات را قادر می‌سازد که طیف وسیعی از برنامه‌ها را از وب سایت‌های ساده برای برنامه‌های کاربردی پیچیده ایجاد کنند.
سکوی ابری گوگل، بخشی از یک مجموعه خدمات شرکت اقتصادی Google Cloud است و فراهم کنندهٔ مجموعه‌ای از خدمات مبتنی بر ابر پیمانه‌ای با یک میزبان از ابزارهای توسعه است. برای مثال میزبانی وب و انجام محاسبات، فضای ذخیره‌سازی ابری، ذخیره‌سازی داده‌ها، ترجمه رابط‌های برنامهٔ کاربردی و پیش‌بینی رابط‌های برنامهٔ کاربردی.

## عناصر
- Google Compute Engine =IaaS خدمات ارائه ماشین‌های مجازی شبیه به آمازون EC2
- Google App Engine– PaaS خدمات به‌طور مستقیم برای میزبانی برنامه‌های کاربردی شبیه به AWS Elastic Beanstalk
- Big Table– Iaas خدمات ارائه نقشه کاهش خدمات. شبیه به Hanoop
- BigQuery – IaaS خدمات ارائه ستونی پایگاه داده. شبیه به Amazon Redshift
- توابع ابری گوگل– در حال حاضر در آلفا تست Faas خدمات به توابع اجازه می‌دهد که با رخدادها بدون توسعه مدیریت منابع راه‌اندازی شوند. شبیه به آمازون لاندا یا IBM OpenWhisk

## Nomulus
در ۱۸ اکتبر ۲۰۱۶ گوگل یک سکو جدید به نام Nomulus را معرفی کرد که زیرساخت آن منبع باز است که برای همه در دسترس است. Nomulus رجیسترهای دامنهٔ سطح بالا(TLD) گوگل را تقویت می‌کند و بر اساس جاوا است و کد منبع تحت مجوز آپاچی ۲٫۰ منتشر شده‌است و با این که با سکوی ابری گوگل یکپارچه‌سازی شده‌است، از محل ذخیرهٔ ابری گوگل به عنوان پایگاه دادهٔ باطنی استفاده می‌کند.
Nomulus ثبت‌های نامحدود TLD را در یک نمونه واحد مشترک اجرا می‌کنند، از مقیاس‌بندی استفاده می‌کند و شامل ویژگی‌های پروتکل توسعه‌پذیر تأمین (EPP), WHOIS، گزارش و حفاظت از علامت تجاری است. «این یک منبع معتبر برای TLDهایی است که آن را اجرا می‌کند و به این معنی است که آن مسئول پیگیری مالکیت نام دامنه و بررسی ثبت نام‌ها، تکرارها، بررسی در دسترس بودن… است.»
آغاز این پروژه پس از شرکت اینترنتی برای نام‌ها و شماره‌های واگذار شده (ICANN) یک تغییر در سیستم دامنهٔ اینترنتی را در ۲۰ ژوئن ۲۰۱۱ دوباره تأیید کرد. هیئت مدیره تصمیم گرفت که با افزایش تعداد دامنه‌های سطح بالا از تعداد جاری آن که ۲۲ است، اینترنت باید دوباره تعریف شود. به مردم و کسب و کار انعطاف‌پذیری و کنترل بیشتر بر حضور آنلاین خود می‌دهد. «گسترش تعداد TLDها نوآوری را تشویق می‌کند و در نتیجه باعث رقابت و افزایش انتخاب برای کاربران اینترنت است.»

## جدول زمانی
- آوریل ۲۰۰۸ – موتور برنامهٔ کاربردی گوگل به عنوان یک پیش نمایش منتشر شد.
- مارس ۲۰۱۰ – ذخیره‌سازی ابری گوگل راه‌اندازی شد.
- ژوئیه ۲۰۱۲ – گوگل سکوی ابری گوگل را ایجاد کرد.
- اکتبر ۲۰۱۲ – مدت کوتاهی پس از قطع آمازون موتور برنامهٔ کاربردی گوگل یک قطع عمده را تجربه که Dropbox را نیز تحت تأثیر قرار داد.
- آوریل 2012 –Bigquery برای اولین بار در مارس ارائه شد و در دسترس عموم (GA) است.
- دسامبر ۲۰۱۳ – پس از ۱۸ ماه پیش نمایش موتور محاسبهٔ گوگل منتشر شد GA.
- فوریه 2014 -Google Cloud SQL به عنوان GA منتشر شد.
- مارس ۲۰۱۴ – در مدت زمان زنده بودن سکوی ابری گوگل، گوگل بزرگترین کاهش قیمت مؤثر بر تمام محصولات بین ۳۰٪ و ۸۵٪ را اعلام کرد.
- مارس ۲۰۱۴ – گوگل ماشین‌های مجازی مدیریت شده را معرفی کرد که یک ویژگی جدید برای غلبه بر محدودیت‌های سنتی در موتور برنامهٔ کاربردی بود.
- فوریه ۱۱، ۲۰۱۶ – توابع ابری گوگل برای پیش نمایش معرفی شد.
- فوریه 22, 2016 – Google Cloud Dataproc به‌طور عمومی در دسترس قرارگرفت.
- اکتبر 18, 2016 - Nomulus ایجاد شد